# Токово огледало
Токово огледало е схема, предназначена да копира ток през едно активно устройство (транзистор), като контролира тока в друго активно устройство на верига, поддържайки постоянен изходен ток, независимо от натоварването. Токът, който се „копира“, може да бъде, а понякога е и променлив сигнален ток. В концептуален план, идеалното огледало за ток е просто идеален инвертиращ усилвател на тока, който обръща и посоката на тока.

## Практически схеми

### Източник на ток с полеви транзистор
Това е една от най-елементарните схеми – източник на постоянен ток, състояща се от един компонент: полеви транзистор с прикрепен към него източник. След като напрежението между дрейн и сорс достигне определена минимална стойност, Jтранзисторът влиза в режим на насищане, където токът е приблизително постоянен. Тази конфигурация е известна като източник на постоянен ток с диод, тъй като се държи много като двойник на диода с постоянно напрежение (диод на Ценер), използван в прости източници на напрежение.

## Източник на ток чрез схема токово огледало
Транзисторите, функциониращи като линейни усилватели, трябва да бъдат регулирани така, че да работят в желана част от своята предавателна характеристика. При този източник единия от транзисторите се използва като източник на референтен ток и неговият сорс е свързан към управляващия му електрод. Управляващия електрод (гейт) на транзостора е свързан към управляващия електрод на втория транзистор (триодна област на насищане). Първият транзистор не може да бъде в режим прекъсване, защото ако през канала не тече ток, напрежението на гейта би било на VDD и по този начин VGS би било по-голямо от праговото напрежение. Това означава, че Q1 винаги ще бъде в режим на насищане (наричан още „активен“ режим), тъй като VGD = 0 V, а един от начините за изразяване на условието за насищане на транзистор е, че VGD трябва да бъде по-малко от VTH. Длейновия ток оказва влияние на канала на токовото огледало. Двата транзостора притежават еднакво напрежение гейт-сорс и съответно еднакъв дрейнов ток. Втория транзостор генерира ток на отклонение, който не се влияе от напрежението върху неговите изходни пинове и от това следва безкрайно голямо съпротивление на изхода.Основното при тази схема е взаимовръзката между входните и изходните токове. Схемата се характеризира с висок изходен импеданс.

### Източник на напрежение с операционен усилвател
Най-често използваната схеми при малки консуматори на ток е генератор на ток с операционен усилвател. Пример:Операционния усилвател LM317 регулира стойността на своя изход, Докато не достигне определена стойност. За да създадем източник на ток, последователно на усилвателя трябва да добавим резистор, който да поддържа определено ниво на изходното напрежение.